# ويليام تي لورانس
ويليام تي لورانس (بالإنجليزية: William T. Lawrence)‏ هو محامي وقاضي أمريكي، ولد في 1947 في إنديانابوليس في الولايات المتحدة.

## التعليم والحياة المهنية
وُلد لورانس في إنديانابوليس، وحصل على درجة البكالوريوس في العلوم من جامعة إنديانا عام 1970، وعلى درجة الدكتوراه في القانون من كلية روبرت إتش ماكيني للقانون بجامعة إنديانا عام 1973. كان يعمل في مهنة المحاماة الخاصة في إنديانابوليس من 1973 إلى 1997، وكان محامياً عاماً في محكمة مقاطعة ماريون العليا من 1974 إلى 1983، وكان المفوض الرئيسي لمحكمة دائرة مقاطعة ماريون من 1983 إلى 1997، وقاضيًا رئيسًا لمحكمة مقاطعة ماريون الدورية من عام 1997 إلى عام 2002، وكان قاضيًا جزئيًا في محكمة الولايات المتحدة الأمريكية في المقاطعة الجنوبية لولاية إنديانا من عام 2002 إلى عام 2008.